# 김예성 (2001년)
김예성(한국 한자: 金睿聖, 2001년 3월 19일 ~ )은 대한민국의 축구 선수이며, 포지션은 미드필더이다.